# Eridocentrum
Eridocentrum (lat. × Aeridocentrum), umjetni hibridni rod iz porodice kaćunovki. Formula mu je Aerides × Ascocentrum.